# Nahutec
Nahutec fue una banda salvadoreña originaria de San Salvador y formada en 1982. Originalmente estaba compuesta por Sonia Evelyn Guzmán, Margarita Veliz, Gilberto A. Vassiliu, Roberto Marroquín, Andés Eduardo Ayala, Oliverio Rivas y César Edgardo Melara Cruz; como resultado de un proyecto cultural llevado a cabo por la Universidad Tecnológica de El Salvador. 
Nahutec fue ampliamente reconocida por el éxito de las canciones "La máquina de hacer pájaros" y "Bajo el esfalto". 

## Orígenes
En el año de 1979, el licenciado Mauricio Loucel, en un primer intento, acompañado de los profesionales Juan José Olivo Peñate, Edgardo Emilio Zepeda y Rufino Garay h. y José Adolfo Araujo Romagosa, fundaron el Instituto Tecnológico de Comercio y Administración de Empresas (ITCAE), una institución que prometía convertirse en el corto plazo en una Universidad, promesa que fue un hecho y la institución después de los trámites legales se convirtió en la Universidad Tecnológica.

## Historia
La Unidad de Cultura de la Universidad Tecnológica de El Salvador convocó a sus estudiantes para realizar un laboratorio de música iberoamericana a inicios de 1983. De todos los participantes solo lograron persistir siete, los cuales terminaron creando el grupo al que bautizaron como Nahutec.
El nombre Nahutec es una combinación de las palabras "nahuátl", haciendo referencia a las raíces indígenas del país, y "UTEC", que son las siglas de dicha universidad.
Entre las canciones que grabaron se encuentran: "Bajo el esfalto", luego "La máquina de hacer pájaros", "Los tontos no olvidamos jamás", "Tobías y el aeroplano", "Naturaleza", entre otras.

## Formación
Miembros originales
- Sonia Evelyn de Guzmán
- Margarita Veliz
- Gilberto Antonio Vassiliu Peña
- Roberto Marroquín
- Andrés Eduardo Ayala
- Oliverio Rivas Barquero.
- César Edgardo Melara Cruz.

## Discografía
| Sencillos - 1983: "Bajo el esfalto" / "Ni una palabra" (Roque Narvaja) - 1984: "La máquina de hacer pájaros" (Daniel Rucks) / "Así soy yo" - 1985: "Los tontos no olvidamos jamás" / "Barrilete" (Claudia Lars, Fernando Llort) - 1987: "Tobías y el aeroplano" (Daniel Rucks) / "Naturaleza" (Daniel Rucks) |